# 毛利秀元
毛利秀元（日语：／，1579年11月25日—1650年11月26日）是日本安土桃山時代武將及江戶時代大名，長府藩第一代藩主。毛利元就四男穗井田元清長男。正室是豐臣秀長女兒大善院，繼室是德川家康養女淨德院。他曾一度成為毛利輝元的養子。育有三子八女，長男宮松丸（早逝）、次男光廣、三男元知。

## 經歷
1579年（天正7年）11月7日生於備中猿掛城，幼名宮松丸，五歲成為輝元養子，直到1595年毛利輝元長子毛利秀就出生後才自立。早年參與文祿·慶長之役。其中在慶長之役最為活躍，代替患病的輝元率領3萬大軍為右軍大將。與加藤清正、黑田長政、鍋島直茂合作包圍黃石山城，攻佔後佔領全羅道、忠清道。之後在天安接到黑田長政遭明軍突襲的消息，秀元立即救援，成功擊退明軍（稷山之戰）。
在冬季秀元準備撤退返回日本時，留在蔚山的實戶元續、桂孫六及加藤清正等正輸送兵糧、兵器，遭到明軍和朝鮮軍攻擊，秀元立刻返回蔚山救援，成功擊退朝鮮軍（蔚山城之戰）。秀元在1599年與輝元獨立成為大名，在周防吉敷郡、長門兩國及安藝國佐伯郡獲得20萬石領地。
關原之戰時，毛利軍支持西軍，總大將毛利輝元留守大坂城，秀元是毛利軍的前線指揮。不過由於吉川廣家已成為德川家康的內應，因為對於交戰相當消極，結果在關原的戰鬥上，吉川廣家軍成為束縛了毛利家安國寺惠瓊、長宗我部盛亲，長束正家等軍勢的阻礙。其後隨著西軍陣勢瓦解，毛利軍在毫髮無傷之下，亦宣告撤退。
當毛利軍返回大坂城時，毛利秀元及立花宗茂等將曾要求毛利輝元積極戰鬥，但是輝元最終撤離大坂城。
關原之戰後，成為了長府藩6萬石藩主。將德川家康養女納入繼室，參加大坂之役，晚年在江戶城居住成為了三代將軍家光的御咄眾。曾經引誘毛利就隆脫離長州藩獨立，但失敗而回。1650年在江戶城病逝，享年72歲。墓地在泉岳寺、功山寺及豐功神社。法號為寺功山玄譽大居士。